# 仁慈修道院教堂

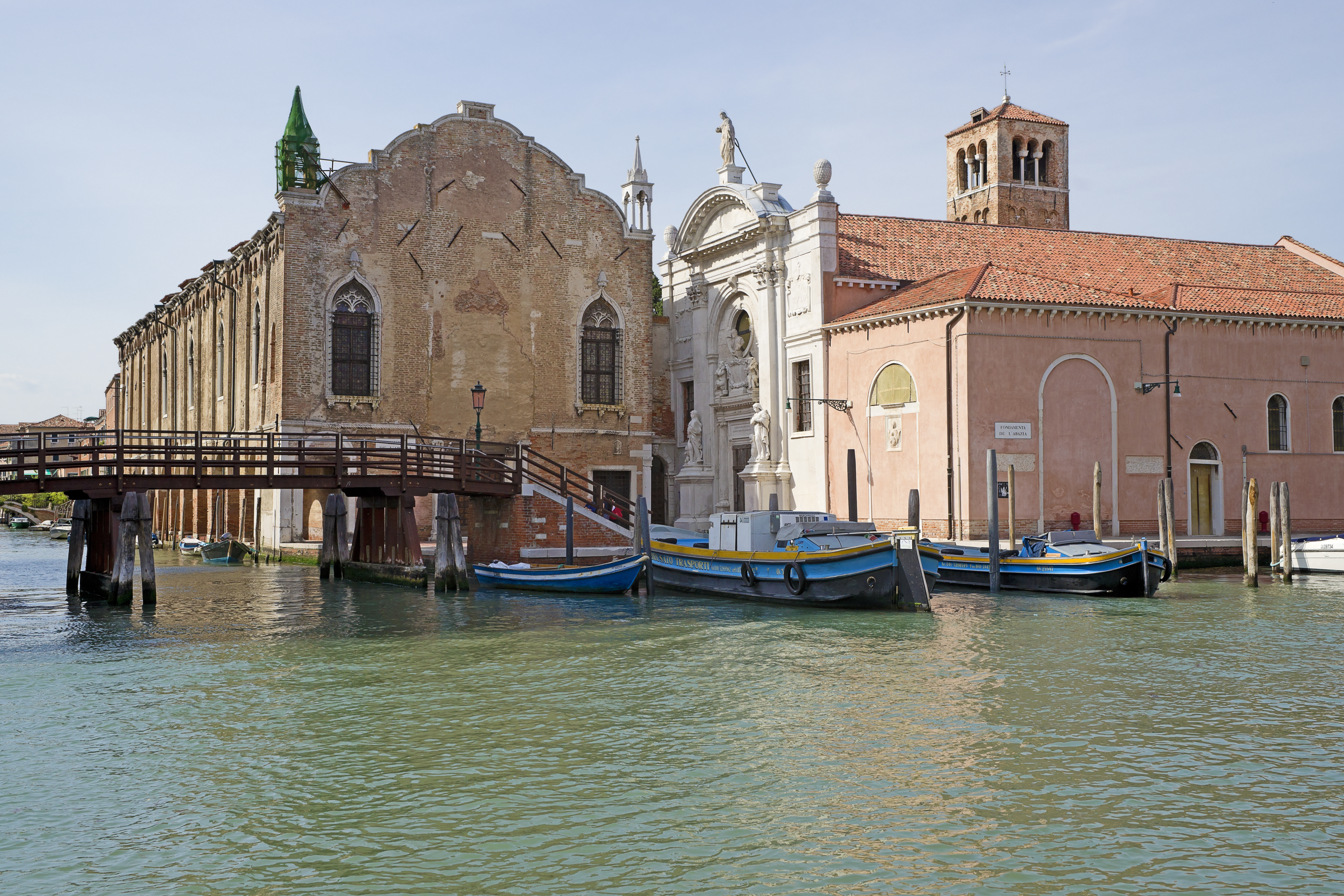

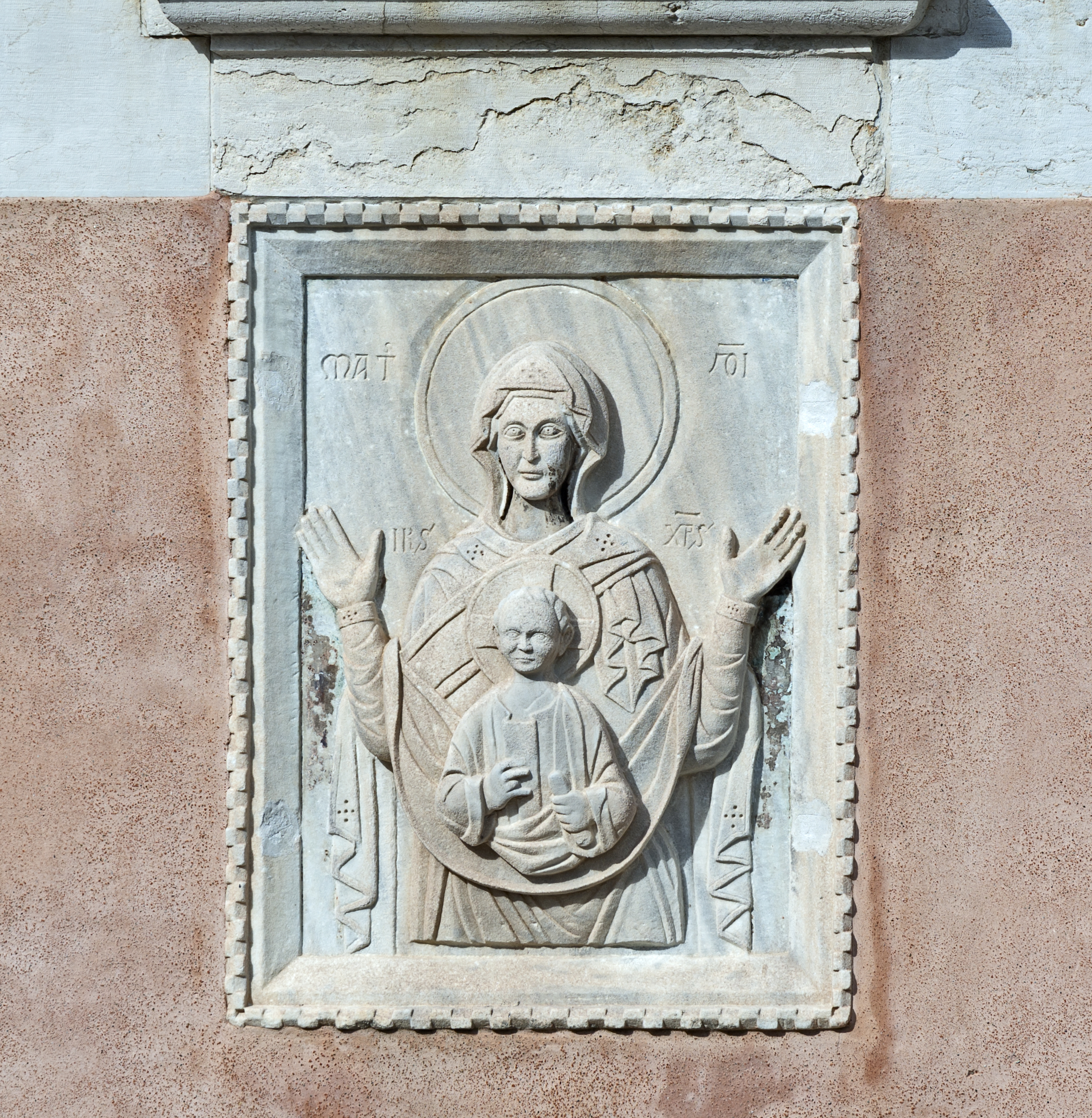

仁慈修道院教堂（意大利语：Santa Maria dell'Abbazia della  Misericordia）是意大利威尼斯的一座宗教建筑，位于卡纳雷吉欧区。

## 历史
它创建于10世纪。立面在1659年由贵族Gaspare Moro修复。立面的雕像全部是Clemente Molli的作品, 其中包括摩罗半身像。右边是一幅13世纪的浅浮雕“圣母子”。
教堂在19世纪处于废弃状态，直到1864年才修复。毗邻仁慈大会堂。